# Wojciech Bruślik
Wojciech Bruślik „Jajco” (ur. 6 kwietnia 1948) – polski muzyk rockowy, jazzowy i bluesowy; basista i wokalista o charakterystycznym zachrypniętym głosie, a także kompozytor i muzyk sesyjny. Lider powstałego w 1988 roku zespołu Jajco i Giganci (teksty utworów dla „Jajco” Bruślika pisał m.in. Andrzej Mogielnicki).

## Życiorys
Karierę muzyczną rozpoczynał w latach 60., grając w warszawskich zespołach: Pesymiści, Grupa X i System. Na początku 1977 roku założył wraz z perkusistą Wojciechem Morawskim, jazz-rockową formację Świadectwo Dojrzałości, która w marcu tego samego roku wygrała festiwal Jazz nad Odrą, zaś w kwietniu dokonała nagrań radiowych.
Współpracował z wieloma zespołami, wokalistami i piosenkarzami, m.in. z: Novi Singers, Testem, Grupą Organową Krzysztofa Sadowskiego, Gramine, zespołem Zbigniewa Namysłowskiego, Tadeuszem Woźniakiem, Marylą Rodowicz, Haliną Frąckowiak, Izabelą Trojanowską, a także z Alex Bandem, Lady Pank, Shakin’ Dudi, grupą Wilki oraz z zespołem Tadeusza Nalepy.
W wyprodukowanym w 1983 roku filmie To tylko Rock (premiera odbyła się 18 maja 1984) pojawił się na ekranie wykonując piosenkę „Kobieta zmienną jest” (muzyka: Marek Stefankiewicz, słowa: Paweł Karpiński).
W połowie lat 80. hitem okazały się być jego rockowe wersje przebojów z lat 50.: „Czerwony autobus” i „Złoty pierścionek”.

## Dyskografia

### Jajco i Giganci
Albumy studyjne
- Wasz Ambasador (1990[1], Polton (MC); 1992, Digiton (CD))
- Kwa Kwa Rak Wa (1992, Brawo)
- Tip Top (1999, Selles Enterprices)

Single
- Sie wie / Wasz Ambasador (1987, Tonpress)

Kompilacje
- Czerwony autobus (2005, MTJ)